# Гомила (Дестрник)
Гомила (словен. Gomila) — поселення в общині Дестрник, Подравський регіон‎, Словенія.